# Pyrinia icterata
Pyrinia icterata là một loài bướm đêm trong họ Geometridae.